# Vittorio Ieralla
Vittorio Ieralla né le 3 août 1903 à Trieste, en Italie et mort le 25 juillet 1982 à Pordenone, en Italie est un militant sourd et le premier président de la Fédération mondiale des sourds.

## Biographie

### Vie privée
Son épouse est Staffieri Ieralla Livia. Mariée depuis le 7 octobre 1934, elle accompagne son mari jusqu'à ce qu'elle soit emportée par la maladie le 4 mai 1973 à l'âge de 63 ans en laissant son mari et ses enfants :  Maria Livia et Lino.

## Parcours dans la vie politique
- Président de la Fédération mondiale des sourds : 1951-1955
- Président de l'Ente nazionale sordi : 1950-1982